# القشائي (حبيش)

تعديل مصدري - تعديل

القشائي هي إحدى قرى عزلة ربع ظلمة بمديرية حبيش التابعة لمحافظة إب، بلغ تعداد سكانها 588 نسمة حسب تعداد اليمن لعام 2004.